# Alexandria Anderson
Alexandria Anderson (Chicago, 28 gennaio 1987) è una velocista statunitense, campionessa mondiale della staffetta 4×100 metri a Taegu 2011, pur avendo gareggiato unicamente in batteria.

## Palmarès
| Anno | Manifestazione | Sede       | Evento      | Risultato | Prestazione | Note                  |
| ---- | -------------- | ---------- | ----------- | --------- | ----------- | --------------------- |
| 2003 | Mondiali U18   | Sherbrooke | Staffetta   | Oro       | 2'03"87     |                       |
| 2004 | Mondiali U20   | Grosseto   | 4×400 m     | Oro       | 3'27"60     |                       |
| 2006 | Mondiali U20   | Pechino    | 100 m piani | 5ª        | 11"49       |                       |
| 2006 | Mondiali U20   | Pechino    | 4×100 m     | Oro       | 43"49       |                       |
| 2009 | Mondiali       | Berlino    | 4×100 m     | Batteria  | dnf         |                       |
| 2011 | Mondiali       | Taegu      | 4×100 m     | Oro       | 41"56       | [ 1 ]                 |
| 2013 | Mondiali       | Mosca      | 100 m piani | 7ª        | 11"10       |                       |
| 2013 | Mondiali       | Mosca      | 4×100 m     | Argento   | 42"75       |                       |
| 2014 | World Relays   | Nassau     | 4×100 m     | Oro       | 41"88       | Record dei campionati |

## Campionati nazionali
- 1 volta campionessa nazionale indoor dei 60 metri piani (2011)

2011
- Oro ai campionati statunitensi indoor, 60 m piani - 7"12

2013
- Bronzo ai campionati statunitensi, 100 m piani - 10"91